# Плавающие полы

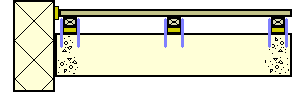
Деталь плавающего пола над бетонной основой.

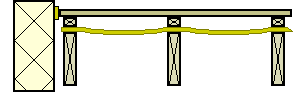
Деталь плавающего пола над балками перекрытия.

Плавающие полы — способ установки напольного покрытия, при котором отсутствует связь напольного покрытия с базовой конструкцией здания (основание пола, плиты перекрытия, стены). Это позволяет полностью исключить влияние процессов диффузии и усадки конструкции здания на целостность структуры и устройство пола.

## История
Изначально этот способ применялся только к относительно дешёвым напольным покрытиям на основе плит HDF, покрытых ламинирующим слоем с имитацией деревянной поверхности. Ламели такого напольного покрытия соединялись по классической схеме «шпунт-гребень», но при укладке на основание не использовался ни клей, ни другие методы дополнительной фиксации. Целостность структуры покрытия достигалась за счет клиньев, устанавливаемых в дилатационный промежуток между стенами и материалом пола. При такой взаимосвязи, объемные изменения в структуре пола под влиянием атмосферных явлений и других факторов не могли нивелироваться, поэтому пол был подвержен деформациям.
Позже в технологии бесклеевых плавающих полов появились так называемые «замковые соединения», которые позволяют создать прочное крепление между отдельно взятыми ламелями пола. При таком креплении необходимость в привязке к конструктивным элементам здания отсутствует, что позволяет снижать объемные изменения структуры покрытия, не препятствуя свободному расширению и сжатию.
В дальнейшем напольные покрытия стали изготовлять из натуральных материалов (например, древесины), получивших название «паркетная доска». Для основания каждой отдельно взятой ламели использовалось недорогое дерево хвойных пород, а верхний, наиболее подверженный нагрузкам слой, толщиной не более 4 мм, изготавливался из твердых лиственных пород. В качестве фиксирующего слоя снизу использовался шпон березы или ели. Также встречаются плавающие полы с финишным слоем из пробки, однако в качестве основы такие полы используют всё ту же плиту HDF.
Для любых видов напольных покрытий, использующих технологию «плавающий пол», обязательно применение изолирующего слоя, обеспечивающего исключение контакта основания с самим покрытием. Подложка может быть изготовлена из вспененного полиуретана, полиэтилена, прессованной древесной пыли, прессованной крошки коры пробкового дерева.